# جیجاق پیسه گلوسیاه
جیجاق پیسه گلوسیاه (نام علمی: Calocitta colliei) نام یک گونه از سرده جیجاق پیسه است.